# Kaustubha
Kaustubha ist ein göttlicher Rubin oder ratnam (Edelstein) in der Hindu-Mythologie. Dieser Edelstein ist im Besitz von Vishnu, was ihm den Beinamen Kaustubhadhari einbringt. In den Hindu-Schriften gilt er als der prächtigste ratnam der gesamten Schöpfung, zur Zeit der Aufwühlung des Ozeans, und fungiert als Symbol der göttlichen Autorität. Die Entstehung des Kaustubha-Juwels wird im 12. Kapitel des Skanda Purana detailliert beschrieben.

## Legende
In der hinduistischen Mythologie führten die devas und die asuras das Umwälzen des Milchozeans (Samudra Manthana) durch, um Amrita, das Elixier der Unsterblichkeit, zu erhalten. Während dieses Prozesses tauchten vierzehn Juwelen (ratnas) aus dem Ozean auf. Zu den ersten Schätzen, die zum Vorschein kamen, gehörte der Kaustubha, der als "exzellenter Edelstein, der lotusfarbene Rubin" beschrieben wird.
Das Skanda Purana beschreibt die Natur dieses Edelsteins: Im Mahabharata wird Krishna als Träger des Rubins beschrieben: Nun sahen sie vor ihnen die Farbe des transzendentalen Körpers von Lord Krishna, genau wie der Farbton einer neu angekommenen Wolke am Himmel. Er erschien vor ihnen, schön bedeckt mit gelb gefärbten seidenen Gewändern, mit vier Händen wie Vishnu, und trug die verschiedenen Symbole der Keule, der Muschel, der Scheibe und der Lotusblume. Auf Seiner Brust befanden sich goldene Linien, und die Brustwarzen schienen wie der Wirtel einer Lotusblume zu sein. Seine Augen schienen ausgebreitet zu sein wie die Blütenblätter einer Lotusblume, und Sein lächelndes Gesicht zeigte das Symbol des ewigen Friedens und des Wohlstands. Seine glitzernden Ohrringe waren wunderschön gefasst, und Sein Helm war mit wertvollen Juwelen geschmückt. Die Perlenkette des Herrn und die Armreifen und Armbänder, die an Seinem Körper befestigt waren, erstrahlten in transzendentaler Schönheit. Das Kaustubha-Juwel, das an Seiner Brust hing, glitzerte mit großem Glanz, und der Herr trug eine wunderschöne Blumengirlande.